# Tiroteio em Milwaukee
O Tiroteio em Milwaukee refere-se a um incidente acontecido no dia 26 de fevereiro de 2020 na empresa Molson Coors Beverage Co, em Milwaukee, no estado de Wisconsin, Estados Unidos, que deixou seis pessoas pessoas mortas, incluindo o atirador,  Anthony Ferrill, que se suicidou.

## O incidente
Passava um pouco das 14 horas do dia 26 de fevereiro quando a polícia teria recebido um chamado para ate atender a um incidente na Molson. Em seguida, a imprensa local divulgou que estaria acontecendo um "grave incidente em Milwaukee", enquanto que em seu Twitter o Departamento de Polícia informava que estava "investigando um incidente grave" e pedia ao público para "ficar longe da área". Já a empresa divulgou num comunicado, dizendo: "existe uma situação ativa em nossa instalação em Milwaukee e estamos trabalhando em estreita colaboração com o Departamento de Polícia. Nossa principal prioridade são nossos funcionários e forneceremos atualizações em conjunto com a polícia".
Neste momento, o atirador estava dentro ou perto de uma escada do segundo andar, enquanto a área em torno da Molson estava cercada e isolada pela polícia. Dezenas de policiais, equipes da SWAT e agentes do FBI atenderam a ocorrência.

## Motivação
As investigações continuam, mas segundo a imprensa o atirador, que era funcionário da Molson, estaria insatisfeito com uma reestruturação proposta pela empresa meses atrás que envolveria a realocação de funcionários.

## Vítimas
As cinco pessoas mortas pelo atirador foram: 
- Jesus Valle Jr.
- Gennady Levshetz
- Trevor Wetselaar
- Dana Walk
- Dale Hudson

## A Molson Coors Beverage Co
A Molson Coors Beverage Company é uma cervejaria internacional formada em 2005 com a incorporação da Molson do Canadá e da Coors dos Estados Unidos.
O número de funcionários que trabalham na fábrica de Milwaukee é estimado em cerca de 1.000 pessoas.